# Гостиницы Москвы

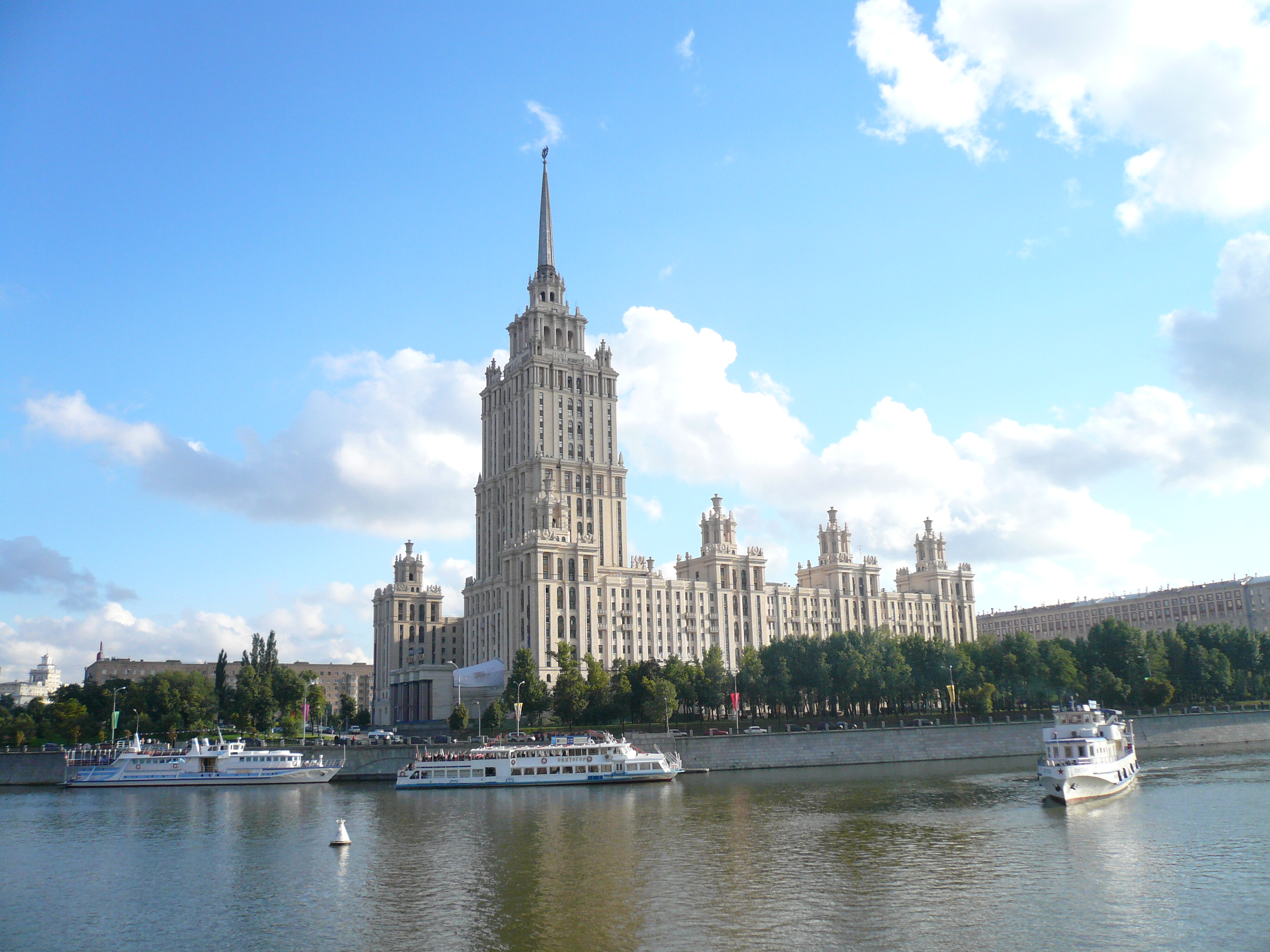
Гостиница «Украина»

Гостиницы Москвы — совокупность гостиниц, работающих на территории Москвы.

## История

### До 1917 года

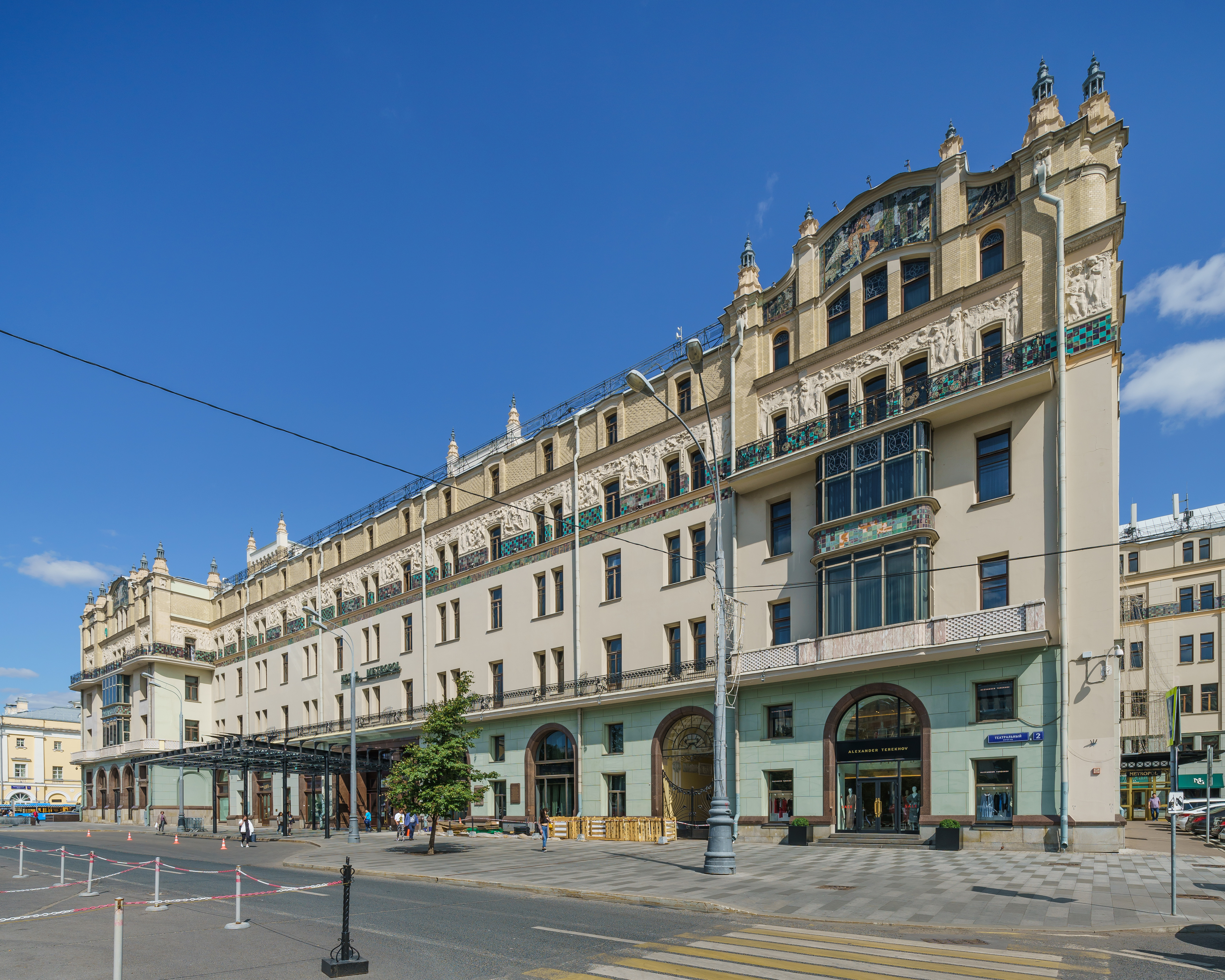
Гостиница «Метрополь»

Понятие «гостиница» вошло в Москве в обиход в XVIII веке. Прежде эту функцию выполняли постоялые дворы, где путники могли получить кров и еду. Паломники, посещавшие Москву на церковные праздники, обычно останавливались на монастырских подворьях. С расширением торговли в Москве появились гостиные дворы, предназначенные специально для купцов: помимо ночлега они предоставляли складские площади и торговые ряды. Гостиные дворы нередко подразделялись по национальному признаку: в своё время в Москве действовали Немецкий гостиный двор, Греческий и Армянский. На месте одного из гостиных дворов того периода, построенного по указу Ивана Грозного, находится Старый Гостиный двор, спроектированный Джакомо Кваренги. Работа гостиных дворов регулировалась сводом правил, носившим название «скра» и определявшим правила проживания, оплаты, внутреннего распорядка, противопожарной безопасности и правила поведения.

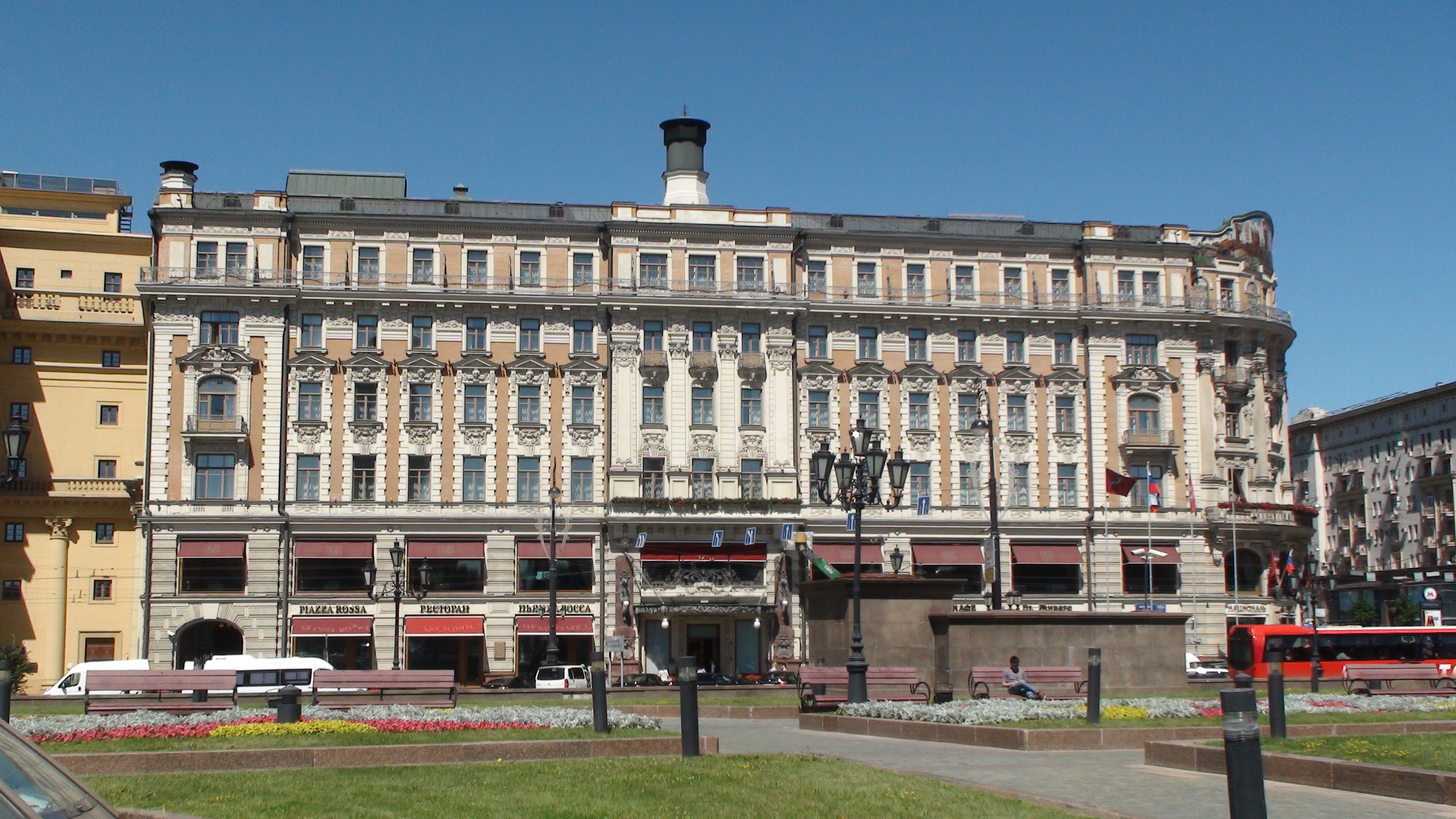
Гостиница «Националь»

Первые гостиницы современного типа появились в Москве вследствие петровских и последовавших реформ, способствовавших заграничной торговле и заимствованию иностранного опыта. В середине XVIII века в Москве появились первые гостиницы на европейский манер, а в конце XVIII — начале XIX веков по ходу Бульварного кольца, в том числе на площадях Пречистенских, Никитских, Сретенских, Покровских ворот были возведены 11 парных двухэтажных гостиниц по «типовому» проекту архитектора Василия Стасова. В гостиницы были преобразованы некоторые московские подворья, а некоторые новые гостиницы, построенные во второй половине XIX века, также именовались подворьями: «Кокоревское подворье», «Чижовское подворье», «Троицкое подворье», «Староварваринское подворье». Также получили распространение «меблированные комнаты», ориентированные на менее обеспеченных постояльцев.
Если в начале XIX века число московских гостиниц ограничивалось 7, а к середине века — несколькими десятками, то к 1910 году в Москве работали 228 гостиниц и 77 постоялых дворов. Крупнейшими гостиницами того времени были «Гранд-отель» (снесённый в 1976 году для строительства второй очереди гостиницы «Москва»), «Боярский двор» (после революции в здании разместился ЦК КПСС, в современный период там располагается Администрация президента Российской Федерации), «Славянский базар» (закрыта после 1917 года), «Лейпциг» (в современный период служит офисным центром). Большой популярностью пользовались гостиницы «Националь», «Метрополь», «Савой», другие гостиницы славились своими ресторанами.

### СССР

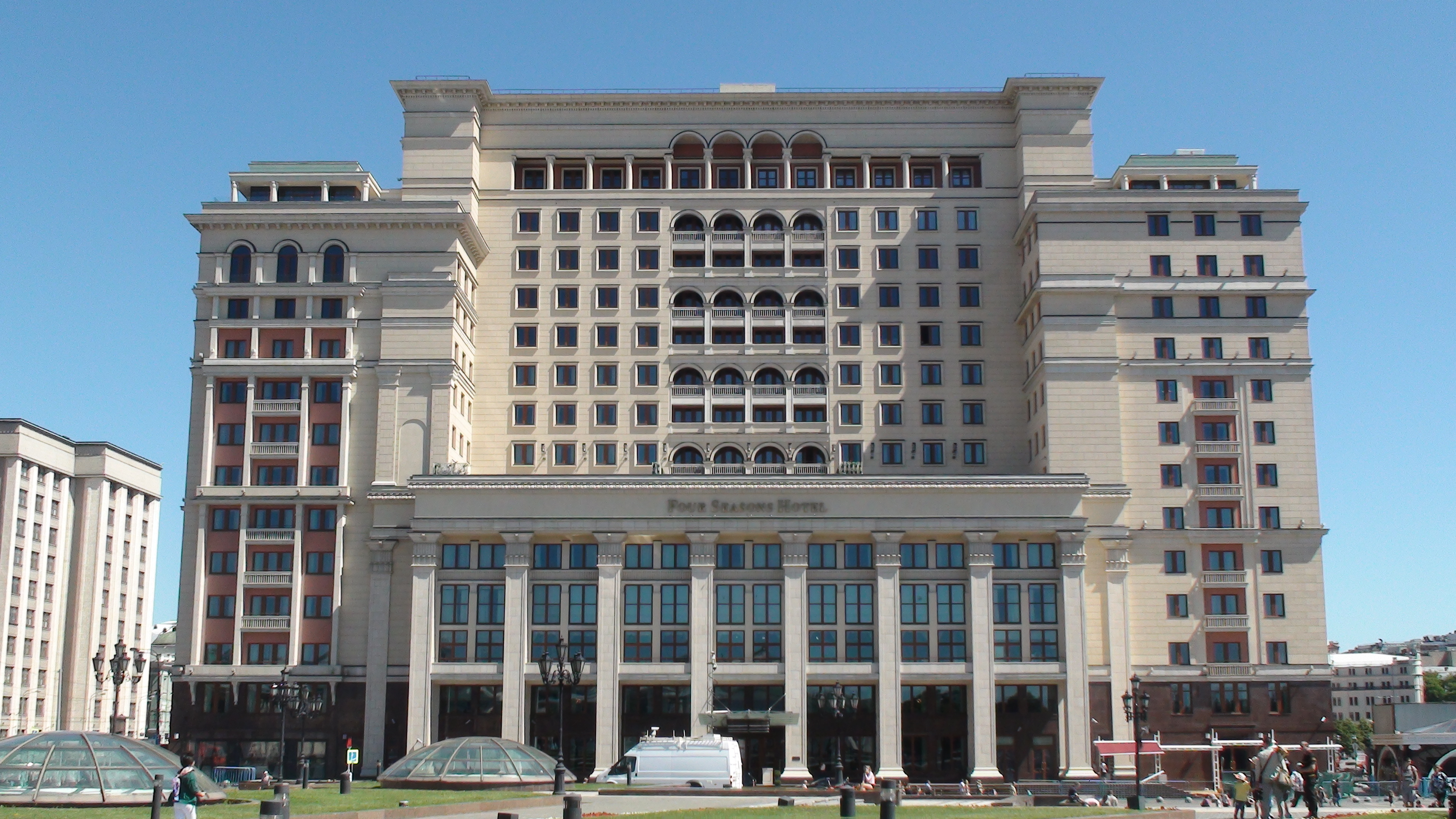
Гостиница «Москва»

После Октябрьской революции все московские гостиницы были национализированы. Сравнительно мелкие были закрыты, некоторые крупные — превращены в Дома Советов и Дома Союзов, где расселяли представителей новой советской власти. Советское гостиничное строительство началось в 1920-х — 1930-х годах и частично совпало со сталинской реконструкцией. В 1930-х годах на месте исторической застройки Охотного ряда была построена гостиница «Москва», к 1940-му также были построены «Северная» и «Киевская». В 1950-х годах были сооружены гостиничные комплексы «Алтай», «Восток», «Заря», «Золотой колос», «Останкино», «Турист», «Ярославская», высотные гостиницы «Украина» и «Ленинградская». С окончанием реконструкции центра города гостиничное строительство было, главным образом, перенесено за пределы Садового кольца: были построены «Южная», «Юность», «Аэрофлот» и другие.

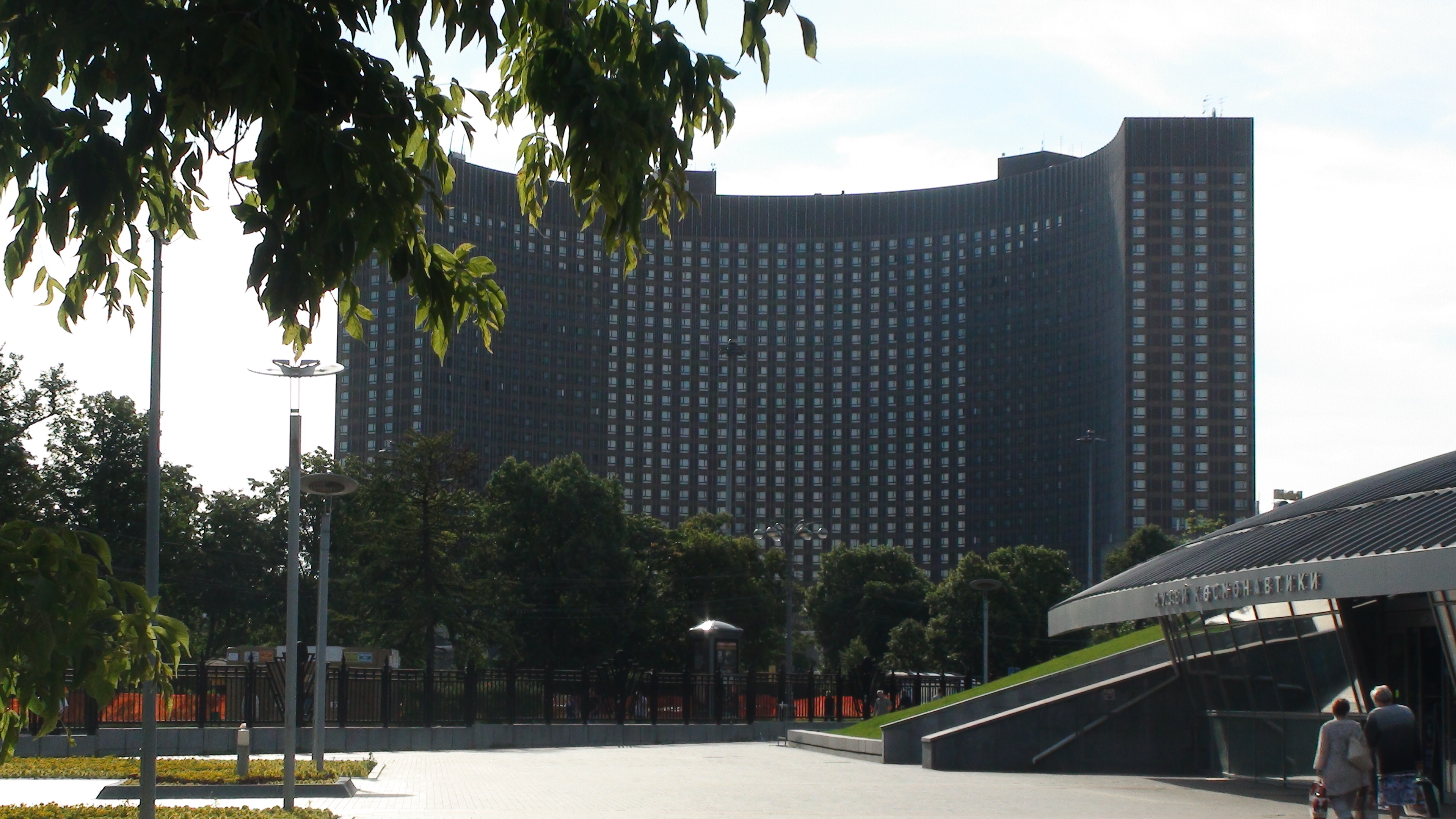
Гостиница «Космос»

К концу 1970-х годов 24 гостиницы на 34,7 тысяч мест входили в систему Мосгорисполкома, 7 — в структуру «Интуриста», около 60 относились к советским министерствам и ведомствам. Например, «Аэрофлотом» был подведомственен Министерству гражданской авиации, «Дом приезжающих учёных» — Академии наук, «Дружба» — Московскому совету по туризму, «Университетская» — Министерству высшего и среднего специального образования, собственной гостиницей располагал Центральный дом Советской армии, несколько гостиниц работали при крупных колхозных рынках. C Перестройкой в Москву пришли иностранные гостиничные сети — Radisson, Marriott International, Swissôtel Hotels & Resorts.